# كأس النرويج 1997
كأس النرويج 1997 (بالنرويجية: Norgesmesterskapet i fotball for menn 1997)‏ هو الموسم 92 من كأس النرويج. أقيم خلال الفترة 20 مايو 1997 وحتى 26 أكتوبر 1997، وأشرف على تنظيمه اتحاد النرويج لكرة القدم، وكان عدد الأندية المشاركة فيه 32، وفاز فيه نادي فوليرينغا.